# 2-إيميدازولين
2-إيميدازولين هو مركب عضوي حلقي غير متجانس وغير مشبع له الصيغة الكيميائية C3H6N2. يعد هذا المركب أشهر متصاوغات مركب إيميدازولين، حيث يدخل كوحدة بنائية في عدد من العقاقير الدوائية. كما جرت دراسة استخدامه في سياق الاصطناع العضوي والكيمياء التناسقية والتحفيز المتجانس.

## الاصطناع
توجد عدة طرق لتحضير واصطناع مركب 2-إيميدازولين؛ والتي تعتمد أغلبها على استخدام تفاعل تكاثف 2,1-ثنائي الأمين (ديامين) مثل ثنائي أمين الإيثيلين مع النتريلات أو الإسترات. في حال استخدام النتريلات فيعد التفاعل حينئذ تفاعل بينر حلقي، والذي يتطلب درجة حرارة مرتفعة وتحفيز حمضي، وهو فعال في كلي النتريلات الألكيلية والأريلية.

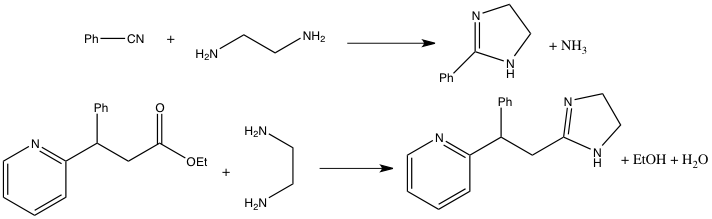
تفاعل اصطناع مركبات 2-إيميدازولين

## الاستخدامات
تستخدم مشتقات 2-إيميدازولين في تحضير المشتقات الموافقة لمركبات الإيميدازول بتفاعل نزع هيدروجين:

## اقرأ أيضاً
- إيميدازولين